# Distretto di Shahidi Hassas
Il distretto di Shahidi Hassas è un distretto dell'Afghanistan appartenente alla provincia dell'Oruzgan. Viene stimata una popolazione di 30 127 abitanti (stima 2016-17).